# 巴利根戈

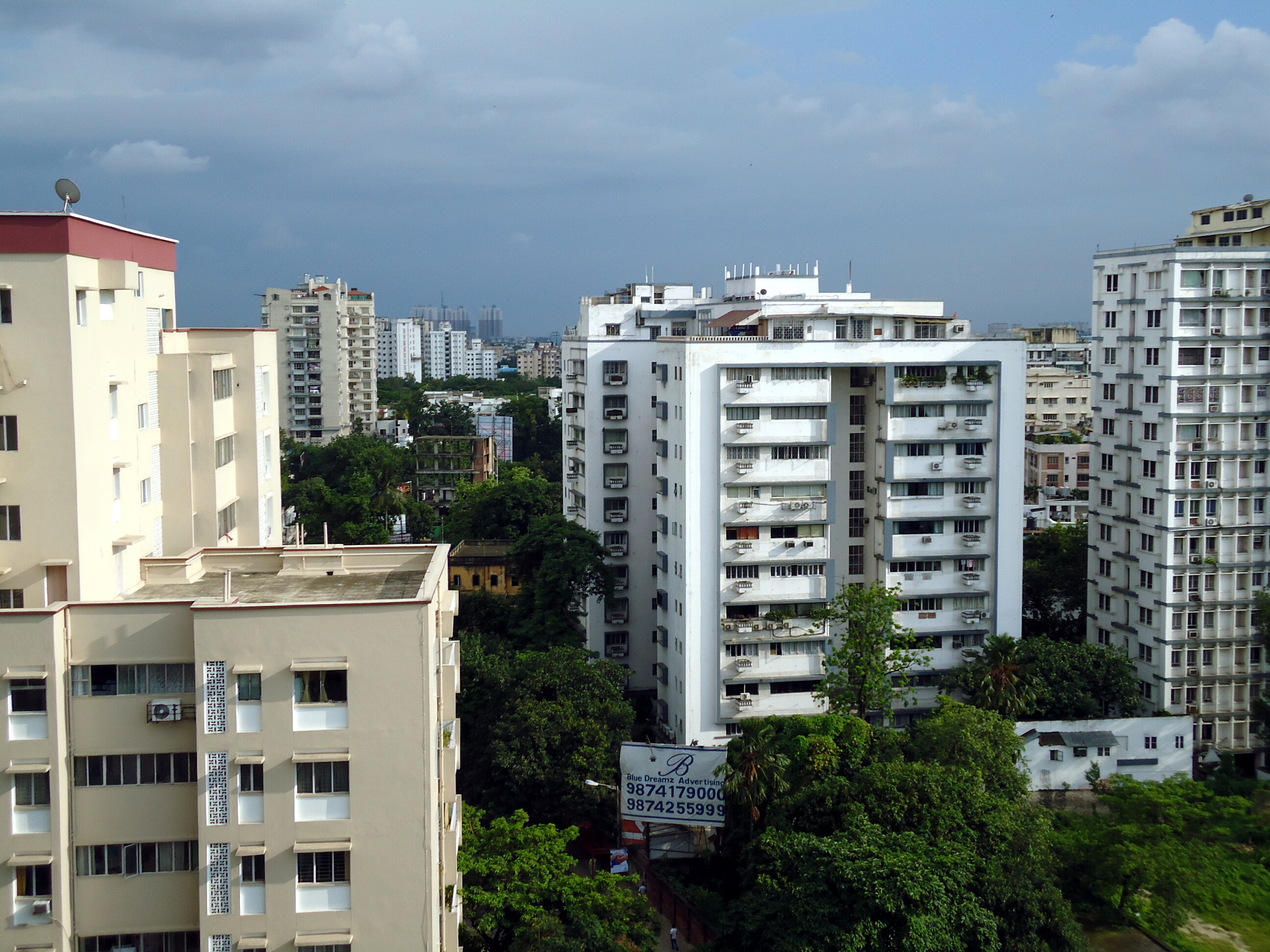
巴利根戈地区街景

巴利根戈（Ballygunge）是印度西孟加拉邦加尔各答县南加尔各答的一个地区。 
除了 Alipore，巴利根戈是加尔各答最富有的两个居民区之一，同时也自诩是全国最富裕的地区之一。